# Tomasz z Pakości
Tomasz z Pakości – starosta generalny Wielkopolski w latach 1426–1428, kasztelan poznański w latach 1426-1428, kasztelan bydgoski w 1422 roku, starosta nakielski w latach 1424–1425.
Przed objęciem urzędu kasztelana bydgoskiego nie pełnił żadnej godności. W 1418 r. został odnotowany jako rycerz w dokumencie biskupa włocławskiego Jana Kropidły, a w 1419 r. zasiadał w sądzie królewskim w Inowrocławiu nie pełniąc jeszcze żadnej godności.
Jako kasztelan bydgoski często przebywał w otoczeniu króla Władysława Jagiełły podczas jego północnych wojaży. Monarcha corocznie objeżdżał kraj, na przełomie wiosny i lata bawiąc w Wielkopolsce i na Kujawach. 
W związku z tym na podstawie jego podpisów złożonych na dokumentach królewskich można odtworzyć w części miejsca w jakich przebywał i wydarzenia w jakich brał udział:
- 13 lipca 1423 r. – przebywał w Bodzentynie, gdzie świadkował na dokumencie królewskim obok Mikołaja z Szydłowca wojewody sandomierskiego, Zbigniewa z Brzezia – marszałka królestwa i innych dygnitarzy,
- 7 czerwca 1424 r. – był obecny w Nieszawie w gronie dygnitarzy koronnych regulujących sprawy handlu i ceł ze stroną krzyżacką,
- 17 lipca 1424 r. – przebywał w Poznaniu razem z królem,
- 12-13 czerwca 1425 r. – przebywał w Gnieźnie razem z orszakiem królewskim,
- 28 czerwca 1425 r. – przebywał jako świadek w Poznaniu,
- 7-9 lipca 1425 r.  – przebywał w Kościanie,
- 17 lipca 1425 r. – przebywał w Kole,
- 22 lipca 1425 r. – był obecny przy hołdzie królowi Władysławowi Jagielle złożonemu przez mieszczan bydgoskich.

We wszystkich powyższych miejscowościach występował w roli świadka obok znakomitych dygnitarzy: Wojciecha Jastrzębca arcybiskupa gnieźnieńskiego, Andrzeja Łaskarza biskupa poznańskiego, wojewodów: Sędziwoja z Ostroroga – poznańskiego, Macieja z Łabiszyna – brzeskiego, Jana z Kościelca – inowrocławskiego, Wojciecha z Szkaradowa – kaliskiego, Marcina z Rytwian – łęczyckiego, Jana z Koniecpola – sieradzkiego i innych. 
Tomasz jako kasztelan bydgoski przejawiał z nich największą aktywność w towarzyszeniu u boku monarchy.
Tomasz z Pakości jest wystawcą pełnomocnictwa prawnego w języku polskim, zapisanego w rękopisie nr 2503 Biblioteki Jagiellońskiej w Krakowie. Zabytek ten jest cennym źródłem do poznania historii dialektu wielkopolskiego, zwłaszcza rozwoju samogłosek nosowych.